# Brantford Indians
Brantford Indians var ett kanadensiskt professionellt ishockeylag från Brantford, Ontario som spelade fyra säsonger i Ontario Professional Hockey League åren 1908–1911.
Brantford Indians var ett av två lag, det andra var Berlin Dutchmen, som spelade i OPHL under ligans samtliga fyra säsonger. Brantford lyckades dock aldrig vinna ligan utan slutade som bäst på andra plats säsongen 1909. Bland de spelare som representerade laget i OPHL fanns Jack Marks, Tommy Smith, William "Lady" Taylor, Ken Randall och Art Throop.